# Nisreen Elsaim
 (avril 2021).
Nisreen Elsaim est une militante pour le climat et négociatrice sur le climat soudanaise. 

## Biographie
Née dans le milieu des années 1990, Nisreen Elsaim est titulaire d'un diplôme de physique et d'énergie renouvelable de l'université de Khartoum,,. C'est en 2012, au moment de son entrée à l'université, où elle étudie la physique, que Nisreen Elsaim se lance dans la lutte contre le changement climatique. De son cursus universitaire, elle découvre la diplomatie scientifique, un champ particulier des relations internationales où s'entrecroisent les intérêts de la science et ceux de la politique étrangère.  
Elle fait partie du Groupe consultatif des jeunes des Nations unies sur le changement climatique après une nomination par l'Alliance panafricaine pour la justice climatique,. Elsaim est présidente de Sudan Youth for Climate Change, mouvement de jeunesse soudanaise pour le changement climatique. Elle était organisatrice du Sommet des jeunes sur le climat 2019.